# Vereinigte Äthiopische Demokratische Kräfte
Die Vereinigten Äthiopischen Demokratischen Kräfte (amharisch የኢትዮጵያ ዴሞክራሲያዊ  ኃይሎቸ ሕብረት, transkribiert yä-Ityoṗṗya Demokrasiyawi Hayločä Hibrät, kurz Hibrät; englisch etwa „United Ethiopian Democratic Forces“; abgekürzt UEDF) sind eine Koalition von Parteien in Äthiopien, die sich im Vorfeld der Parlamentswahlen 2005 formierte.
Die UEDF tritt für eine weitere Föderalisierung des Landes ein und steht vor allem der Volksgruppe der Oromo nahe.

## Parteien
Die Gründungsmitglieder und bedeutendsten Parteien in diesem Bündnis sind der Oromo People’s Congress (OPC), die Äthiopische Sozialdemokratische Föderale Partei (ESDFP), das Demokratische Bündnis der Völker Südäthiopiens (SEPDC), die All-Amhara-Volksorganisation (AAPO) und die Äthiopische Demokratische Einheitspartei (EDUP).
Zudem sind die Revolutionäre Demokratische Einheitsfront der Afar (ARDUF/Uguugumo), die Ethiopian Democratic Union – Tehadiso (EDU Tehadiso), die Gesamtäthiopische Sozialistische Bewegung (MEISON), die Ethiopian National United Front (ENUF), die Ethiopian People Federal Democratic Unity Party (HIBREHIZB), die Äthiopische Revolutionäre Volkspartei (IHAPA), die Gambela People’s United Democratic Front (GPUDF), die Oromo People’s Liberation Organization (OPLO – IBSO) und die Tigrean Alliance for Democracy (TAND) der Koalition beigetreten.

## Wahlen
Bei den Parlamentswahlen am 15. Mai 2005 gewann die UEDF 52 Sitze des Volksrepräsentantenhauses. Davon entfallen 40 Sitze auf die Region Oromia und 12 auf die Region der südlichen Nationen, Nationalitäten und Völker.
Im Oktober 2005 unterstützte die UEDF vorübergehend das andere große oppositionelle Parteienbündnis, die Koalition für Einheit und Demokratie (CUD oder Qinijit), bei der Weigerung, dem Volksrepräsentantenhaus beizutreten, bis allen Forderungen nachgegangen würde. Im letzten Moment gaben der damalige Parteivorsitzende Dr. Merera Gudina und sein Stellvertreter Beyene Petros bekannt, dass die UEDF dem Konzil doch beitreten würden, nachdem sie vom Zentralkomitee der Partei abgesetzt wurden. Gegenwärtig (Juni 2006) wird das Parteienbündnis vom stellvertretenden Vorsitzenden  Girma Schumie und dem Generalsekretär der Partei  Dereje Kebede geführt. Wortführer der Partei ist der Vertreter der West-Shewa-Zone in Oromia, Geberu Mariam Uturu.